# Jankovich Antal (tárnokmester)
Gróf daruvári Jankovich Antal, vezetékneve olykor Jankovics formában is (Pécs, 1729. május 5. – Buda, 1789. augusztus 16.) magyar főnemes, 1786-tól 1789-ig tárnokmester, valóságos belső titkos tanácsos.

## Élete
Chiolnich diakovári püspök pártfogása mellett végezte tanulmányait, amelyek befejezte után a közjogi pályára lépett. 1754-től Verőce vármegye ügyésze, 1756-tól Pozsega vármegye jegyzője, 1758-tól Pozsega vármegye alispánja. 1767-től a horvátországi helytartósághoz táblabíró és tanácsos, 1770-től Chiolnich János helyébe pozsegai főispáni helyettes. 1772. október 28-án grófi rangra emelték, 1775. január 30-tól Pozsega vármegye főispánja. A görög nem egyesült vallásúak (ortodoxok) 1777-es és 1781. április 5-iki zsinatain királyi biztosként szerepelt. 1784. december 7-én valóságos belső titkos tanácsosi rangra emelték, 1782-ben a Hétszemélyes Tábla ülnöke, 1783-ban a görög nem egyesült zsinaton újból királyi biztos, 1784-től a temesi bánságban biztos a Niczky Kristóf által elkezdett szabályozás folytatására. Később biztosi tisztségben vett részt a Hóra-Kloska-féle lázadás lecsendesítésében. 1785-től kincstári elnök, a Szent István-rend középkeresztese Szerém vármegye főispánja. 1787-ben a hétszemélyes tábla elnöke, egyúttal királyi tárnokmester is.
Felesége nemeskéri Kis Katalin volt. Unokaöccse, Jankovich Gyula pozsegai főispán, 1857-ben kieszközölte, hogy nagybátyja grófi rangja reá és utódaira is átruháztasson.